# Yttre Åträsket
Yttre Åträsket är en sjö i Skellefteå kommun i Västerbotten och ingår i Rickleåns huvudavrinningsområde. Sjön har en area på 1,03 kvadratkilometer och ligger 243,2 meter över havet. Sjön avvattnas av vattendraget Rickleån.

## Delavrinningsområde
Yttre Åträsket ingår i det delavrinningsområde (717602-170616) som SMHI kallar för Utloppet av Yttre Åträsket. Medelhöjden är 256 meter över havet och ytan är 9,57 kvadratkilometer. Räknas de 20 avrinningsområdena uppströms in blir den ackumulerade arean 365,59 kvadratkilometer. Avrinningsområdets utflöde Rickleån mynnar i havet. Avrinningsområdet består mestadels av skog (42 procent) och sankmarker (41 procent). Avrinningsområdet har 1,03 kvadratkilometer vattenytor vilket ger det en sjöprocent på 10,8 procent.